# 尾方弘二
尾方弘二 （おがた こうじ、1968年10月21日 - ）は、日本の松涛館 空手師範である。 彼は2度、組手でJKA主宰松濤杯争奪世界空手道選手権を獲得。また、組手でJKA全日本空手道選手権大会を2度制している。 現在、日本空手協会の師範を務めている。
1968年10月21日に京都市で生まれた。 東洋大学出身。空手のは小学校2年の時に始めた。

## 競技歴
- 第51回JKA全日本空手道選手権（2008）-3位組手
- 第10回船越義珍カップ世界空手道選手権大会（シドニー、2006年）1位組手
- 第48回JKA全日本空手道選手権（2005）-1位組手
- 第9回松濤ワールドカップ空手道選手権大会（東京、2004）-組手1位
- 第47回JKA全日本空手道選手権（2004）-3位組手
- 第46回JKA全日本空手道選手権（2003）-1位組手
- 第45回JKA全日本空手道選手権（2002）-3位組手
- 第44回JKA全日本空手道選手権（2001）-2位組手
- 第8回松濤ワールドカップ空手道選手権大会（東京、2000）-3位組手
- 第7回松濤ワールドカップ空手道選手権大会（パリ、1998年）-2位組手
- 第40回JKA全日本空手道選手権（1997）-3位組手